# Euronews

Euronews är en paneuropeisk nyhetskanal som sänds i flera olika språkversioner.

## Bakgrund
Kanalen, som har sitt huvudkontor i Lyon, startades av Eurovision-bolagen den 1 januari 1993 med sändningar på engelska, franska, tyska, italienska, portugisiska, spanska samt ryska utvidgade med sändningar på arabiska (2008), persiska och turkiska (2010), polska och ukrainska (2011), grekiska (2012) samt ungerska (2013). 
Sedan december 2021 ägs Euronews huvudsakligen av det portugisiska investmentbolaget Alpac Capital, som köpte 88% från den egyptiska telekommagnaten Naguib Sawiris. VD för Alpac Capital är Pedro Vargas David. Hans far, Mário David, är en långvarig rådgivare och vän till Viktor Orbán.

## Distribution i Sverige
I Sverige distribuerades kanalen av Com Hem i deras analoga basutbud till 2004. Under en period återsände TV4 Fakta engelskspråkiga Euronews under nätter och tidiga morgnar.